# 夕食

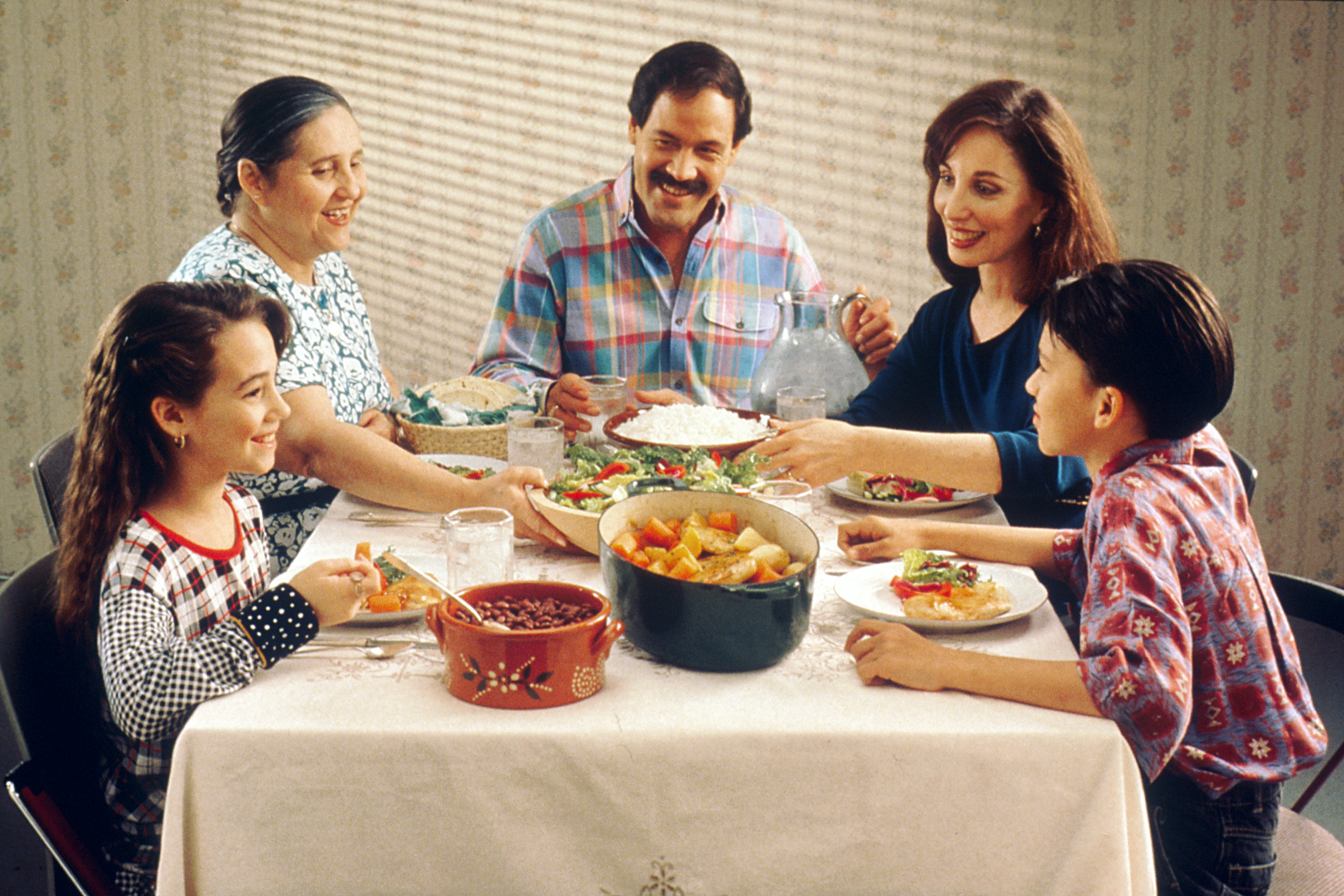
家族で食べる夕食

夕食（ゆうしょく）とは、夕刻や晩に取る食事のこと。「夕餉」（ゆうげ）、「晩御飯」（ばんごはん）、「晩餐」（ばんさん）とも呼ばれる。一般に就寝する前の2～5時間程度の余裕を持って食べる傾向が見られ、これがいわゆる日没の時間帯＝夕方に成るために夕飯といわれる。
日没後の夜間に取る食事は「晩飯」と呼ばれるが、夜間の活動時間が長くなった現代では、晩飯を「夕食」と呼ぶことも多い。夜間、特に深夜帯に摂る食事は夜食と呼ばれる。夜食は通常、夕食とは別に摂取されるものであり、夕食とは区別される。
夕食の位置づけは文化圏ごとに異なる。

## 日本
日本での夕食は、一日の中で質・量ともに最も充実した食事になることが多く、一日の食事の中では最も時間的なゆとりがある食事である。ただし、禅宗においては昼食を主とすることで夕食を質素に済ませる。
平安時代の天皇は夕食を申の刻に食した（『寛平御遺誡』）が、江戸時代となると酉の刻暮六ツ（6時頃）に食すようになる。一方、近世の征夷大将軍は申の刻夕七ツ半（5時頃）に食し、時に大奥で食べることもあった。
外食
外で摂る食事は「外食」と呼ばれる。ファミリーレストランは家庭の夕食形式を飲食店に持ち込んだものであり、1970年のすかいらーくを嚆矢として、日本全国に広まった。外食の提供元は、レストラン形式以外にも、居酒屋や焼肉屋を初めとして多様な形態があり、2000年度には27兆円規模になっている。
中食
すでにできあがった惣菜を買い、家に持ち帰って食べる。この食事形式の呼称は存在せず、「中食」（「なかしょく」）という造語ができた。

## 英語圏
英語圏における夕食の位置づけは複数ある。
英語における「Dinner」（ディナー）は、その日に取る主要な食事（正餐）を指す。夕方の時間帯に開催される正式な社交行事で、食事が提供される。昼に食べる料理であっても、それがその日に取る主要な食事であれば「dinner」となる。「dinner party」は「晩餐会」「夕食会」の意味として使われることが多い。

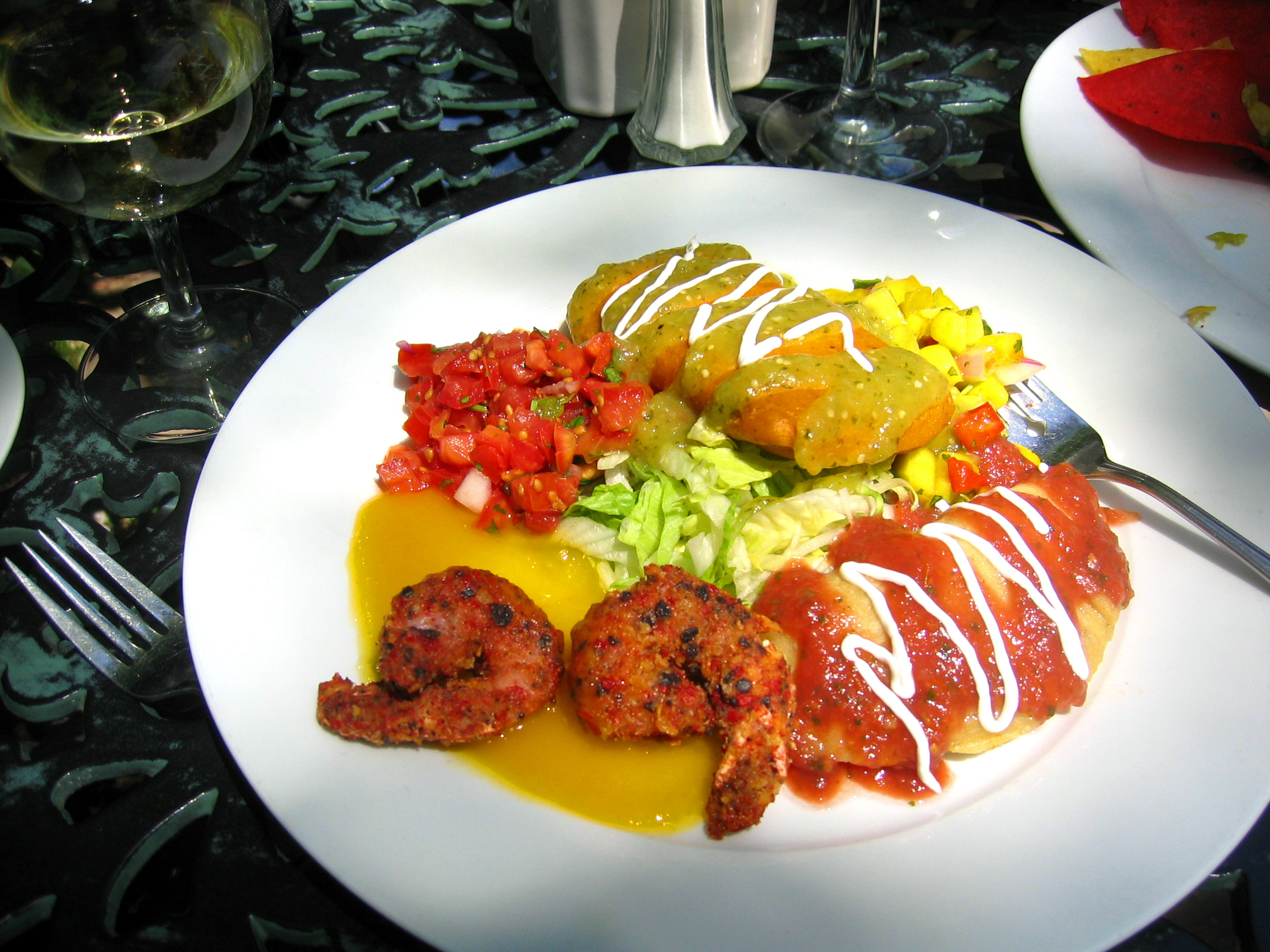
ディナーで提供される料理の一例

英語の「dinner」は古フランス語「Disner」（「ディーニー」）からの借用であり、これはもともと「断食すること」の意味であった。13世紀半ばにその意味が変わるまでは、「その日（の朝）に取る最初の食事」を意味していた。
「Breakfast」（「ブレックファスト」）が「朝に取る食事」を意味する「dinner」からの翻訳借用の言葉として英語で使われるようになったのは15世紀以降のことであり、これは「夜間の断食期間を破る」という意味であった:6。
「Supper」（「サパー」）は、アメリカとカナダにおいては「夕方に取る食事」「夕方に人々が集まって食事する催し物」、イギリスにおいては「夜遅くに取る少量の食事・食べ物」を意味する言葉である。

### イギリス
イギリスにおいては、「Dinner」は、その日に取る主要な食事を意味している。19世紀中頃以前の農耕社会では、「Dinner」は昼間に取る食事であった。その後の夕方の残り物の軽食については、上流階級の家庭は「Tea」と呼んでいた。中流および上流階級の男性の多くが都会で働き、郊外で暮らす家族を養うようになり（弁護士、医師、農家、商人は自宅で仕事していた）、多くの食事のために昼間に家に戻ることは不便となった。ガス灯が普及しつつある1860年頃になると、多くの上流および中流階級家族は食事時間と生活時間を切り替えた。家の女主人は「ランチェン」（Luncheon, 昼食会）と呼ばれる軽い昼間の食事をとり、午後には「アフタヌーンティー」と呼ばれる軽食が続く（子供が就寝する前の食事も続く）。その後、主人が仕事から帰宅すると夜ふかしに備えて多くの「ディナー」の食事を、しばしば客を招待して食べるようになった。夕方での正式な食事は例外なく「ディナー」と呼ばれた（「イブニング・ドレス（正装）」は「ディナー・ジャケット（タキシード）」と呼ばれる）。
イギリスにおけるハイティーでは、午後の日没前（概ね午後4時ごろ）に軽食を摂り、児童は日没以降は就寝するまでの間、食べ物を口にしない。
一方生活が日照に左右されやすい農家と労働者階級の人々は家の近くで働いていたため、食事の時間は急激には変化しなかった。彼らは主要な食事は昼間に取り、「ディナー」に続いて夕方の軽い食事「ティー」を摂る。階級によるこれらの慣習の相違のため、「ディナー」は上流階級が使う場合は「夕方の食事」を意味し、労働者階級が使う場合は「昼間の食事」を意味していた。労働者階級にとっての夕方の食事は「ティー」である。イギリスにおける階級制度（上流階級英語と非上流階級英語）の名残が、夕方の食事に使用する言葉に残っている。先祖が上流階級の場合、「ディナー」とも「ティー」とも言わず、区別せずに「サパー」(Supper)と呼び、これは伝統的に「集会の後の夜遅くに取る食事」を意味していた。夜半過ぎまで続く舞踏会やパーティーの後には、大抵は「サパー」を取る。北部の人々は、ココアやホット・チョコレートのような牛乳入りの飲み物とビスケットを「サパー」と呼び、就寝の直前に食べる。
イギリスにおいては学校給食を「School Dinner」（「スクール・ディナー」）と呼ぶ。これは学校給食が労働者階級の子供たちのために食事を提供していた歴史を反映している。学生食堂で働く女性は、イギリスでは「Dinner Lady」（「ディナー・レディー」）と呼ばれる。家庭から弁当を持参する場合は「Packed Lunch」（「パックド・ランチ」）と呼ばれる。ディナにおけるコース料理は以下の通りである。
- オードブル（前菜）
- スープ（場合によりシャーベット）
- 魚料理
- オントリー
- 肉料理
- デザート（菓子またはプディング）
- チーズ

この後通例、ロイヤル・トースト（乾杯）に続きコーヒーまたはブランデーと葉巻が供される。
フランス語の「Entrée」（「アントレ」）は、「入り口」「入場する権限」を意味する。「L'entrée」（単数形、「ラントレ」）、「Les Entrées」（複数形、「レ・ザントレ」）は英語の「Starter」に当たる言葉であり、これは「コース料理の最初に提供される少量の料理、前菜」を指す。英語の「Entrée」（「オントレイ」）はフランス語からの借用であるが、アメリカ英語においては「最も重要となる料理」、イギリス英語においては「魚料理と肉料理のあいだに出される肉料理」を指す。
ディナーのあとには、紅茶もしくはコーヒーとミント・チョコレートや他の菓子、あるいはブランデーや食後酒が続く。ディナーが多くのコースからなる場合、2～3コースの場合に比べて各料理は少量となり、長時間となる傾向にある。複数のコース料理によるディナーは、晩餐会や響宴といった正式な行事で提供される。
正式なディナーは、通常は夕方の7時半から8時半の間に開始される。昼またはその直後の場合もあるが、これは他の国よりもスコットランドで典型的である。スペインとポルトガルでは、日中の食事が1日の主要な食事であり、夕方の食事は一般に夜8時以降の遅くに開始される。多くの場合、夕方に取る食事はスペイン語で「Cena」と呼ばれ、これは英語の「Dinner」に相当する。「Comida」または「Almuezo」は、それが1日の主要な食事であっても「Lunch」に当たる食事となる。

### オーストラリア、ニュージーランド、カナダ、およびアメリカ
アトランティック・カナダ、サスカチュワン州の一部、ケベック州においては、夕方の食事は「Supper」であり、「Dinner」は「昼に取る食事」を意味する。昼の食事はアメリカとカナダのほとんどで「ランチ」と呼ばれる。オーストラリア、アメリカ合衆国の北部およびカナダでは、「Dinner」は午後7時頃に取る食事を指す。アメリカ合衆国においては、一日に取る3度の食事について、「Breakfast」（朝食）、「Lunch」（昼食）、「Dinner」（夕食）と呼び、「Dinner」はその日における主要な食事となる。
オーストラリアとニュージーランドにおいては、「ティー」と「ディナー」は同義である。

### ドイツ
ドイツでは、パン、チーズ、ハム、サラダのように、火を使わない冷たい食事（カルテスエッセン）で済ませることが一般的である。